# Philippe Roux
Philippe Roux (* 7. Dezember 1952 in Verbier) ist ein ehemaliger Schweizer Skirennfahrer. Roux gehörte zehn Jahre lang der Schweizer Nationalmannschaft an und zählte Mitte der 1970er Jahre zu den besten Abfahrern der Welt.

## Biografie
Roux betrat Anfang der 1970er Jahre die internationale Weltcupszene. Zwischen 1972 und 1979 konnte er sich bei insgesamt 26 Rennen unter den besten zehn platzieren. Seine besten Resultate waren drei zweite Plätze in der Kandahar-Abfahrt in Garmisch-Partenkirchen (Januar 1973), bei den 3-Tre-Rennen in Madonna di Campiglio (Dezember 1975) und beim Lauberhornrennen in Wengen (Januar 1976).
Auf dem Zenit seiner Karriere wurde er 1975 und 1976 Schweizer Meister in der Abfahrt und Vierter in der Olympiaabfahrt von Innsbruck. In der Abfahrtswertung des Weltcups belegte in der Saison 1975/76 ebenfalls den vierten Platz.
Im Dezember 1976 unterbrach ein schwerer Sturz in Gröden seine Karriere. Nach einer einjährigen Pause kehrte er in den Weltcup zurück, erklärte aber nach der Saison 1978/79 seinen Rücktritt. Im Anschluss an seine sportliche Laufbahn konzentrierte er sich vollständig auf das Sportgeschäft, das er 1974 in seinem Heimatort Verbier eröffnet hatte.
Sein Sohn Christophe Roux war ebenfalls Skirennfahrer; er startete für die Republik Moldau.

## Statistik

### Olympische Spiele
- Innsbruck 1976: 4. Abfahrt

### Le-Mans-Ergebnisse
| Jahr | Team                | Fahrzeug     | Teamkollege     | Teamkollege | Platzierung | Ausfallgrund       |
| ---- | ------------------- | ------------ | --------------- | ----------- | ----------- | ------------------ |
| 1979 | Cheetah Racing Cars | Cheetah G601 | Sandro Plastina | Mario Luini | Ausfall     | Zylinder überhitzt |